# Sabicea cameroonensis
Sabicea cameroonensis är en måreväxtart som beskrevs av Herbert Fuller Wernham. Sabicea cameroonensis ingår i släktet Sabicea och familjen måreväxter. Inga underarter finns listade i Catalogue of Life.